# پزشکان (مجموعه تلویزیونی)
پزشکان نام یک مجموعهٔ تلویزیونی به نویسندگی اصغر فرهادی و کارگردانی مسعود کرامتی است که در سال ۱۳۷۷ تهیه و از شبکه ۳  پخش گردید.

## داستان
این مجموعهٔ تلویزیونی، درباره سه پزشک است که در یک بیمارستان به کار مشغولند و در هر قسمت با ماجرایی متفاوت روبرو می‌شوند.شخصیت های ثابت مجموعه ، رئیس بیمارستان و یک زوج پزشک جوان هستند که علاوه بر روابط حرفه ای، ارتباطات خانوادگی و دوستانه ای نیز با یکدیگر دارند. همسر رئیس بیمارستان در یک سانحه رانندگی جان باخته و با تنها دخترش زندگی می کند...

## بازیگران و عوامل تولید

### بازیگران ثابت
- داوود رشیدی
- فرهاد اصلانی

و
- بهناز نازی

### بازیگران میهمان
- هما خاکپاش
- فلور نظری
- رضا خندان
- مجید مشیری
- مهتاج نجومی
- جعفر بزرگی
- مریم بوبانی
- مسعود کرامتی
- حسین سلیمانی
- نعمت‌الله گرجی
- پرویز پورحسینی
- اسماعیل داورفر
- نادیا دلدار گلچین
- حسن پورشیرازی
- تورج فرامرزیان
- مهرداد فلاحتگر
- منوچهر بهروج
- حبیب‌الله ثامنیه
- محمدعلی اسدی
- دهقان محمدی
- بهینه کیمیایی
- زهرا فنایی
- لعیا باستانی
- امیر پایور
- امیر مقدم
- تینا قطبی
- سپیده توانا
- حسین فلاح
- فتانه آصف
- نیره فراهانی
- فرج مولایی
- مینو زاهدی
- شبنم دولتشاهی
- دلآرام مستوفی
- بهشته باقری
- شهاب فهیمی
- فیروز آقایی
- اعظم قنبری
- علیرضا هدایتی
- حمیدرضا وفایی
- محمدرضا شادروح
- صمد چینی‌فروشان
- میترا حکیم‌هاشمی
- محمد اعلایی حسینی
- سیدهاشم میرعلیپور
- همایون واعظ علوی
- سعیده توتونچیان
- محمدعلی خادم‌الحسینی

### عوامل تولید
- کارگردان: مسعود کرامتی
- دستیاران کارگردان: علی سمیعی، فرهاد اصلانی
- فیلمنامه: اصغر فرهادی
- مدیر تصویربرداری و نور: حسن عمادی
- موسیقی: آریا عظیمی‌نژاد
- تدوین: شیرین وحیدی
- برنامه ریز: جواد میرمیران
- ناظر کیفی: علیرضا افخمی
- طراح چهره پردازی: سیدمحسن موسوی
- اجرای چهره پردازی: سیدمهدی موسوی، پارمیس زند
- طراح صحنه و لباس: شاهرخ فروتنیان
- صدابردار: مسعود شاهوردی
- صداگذاری: علیرضا فرساد
- منشی صحنه: بهناز نازی
- مدیر تدارکات: احمدرضا قوچانی
- عنوان‌بندی: علیرضا فرساد، نریمان حامد
- ضبط موسیقی: امیر توسلی
- امور فنی: استودیو فیلم امروز
- امور مالی و اداری: مصطفی خیلی، نسیم دیده‌بان
- دستیار صحنه: غلامحسین زواره
- مدیر تولید: احمدعلی حامد
- تعداد قسمت‌ها: ۱۳ قسمت
- مدت زمان: ۶۵۰ دقیقه
- محصول: شرکت «فیلم امروز» به سفارش شبکه ۳
- سال تولید و پخش: ۱۳۷۷